# オレグ・デリパスカ

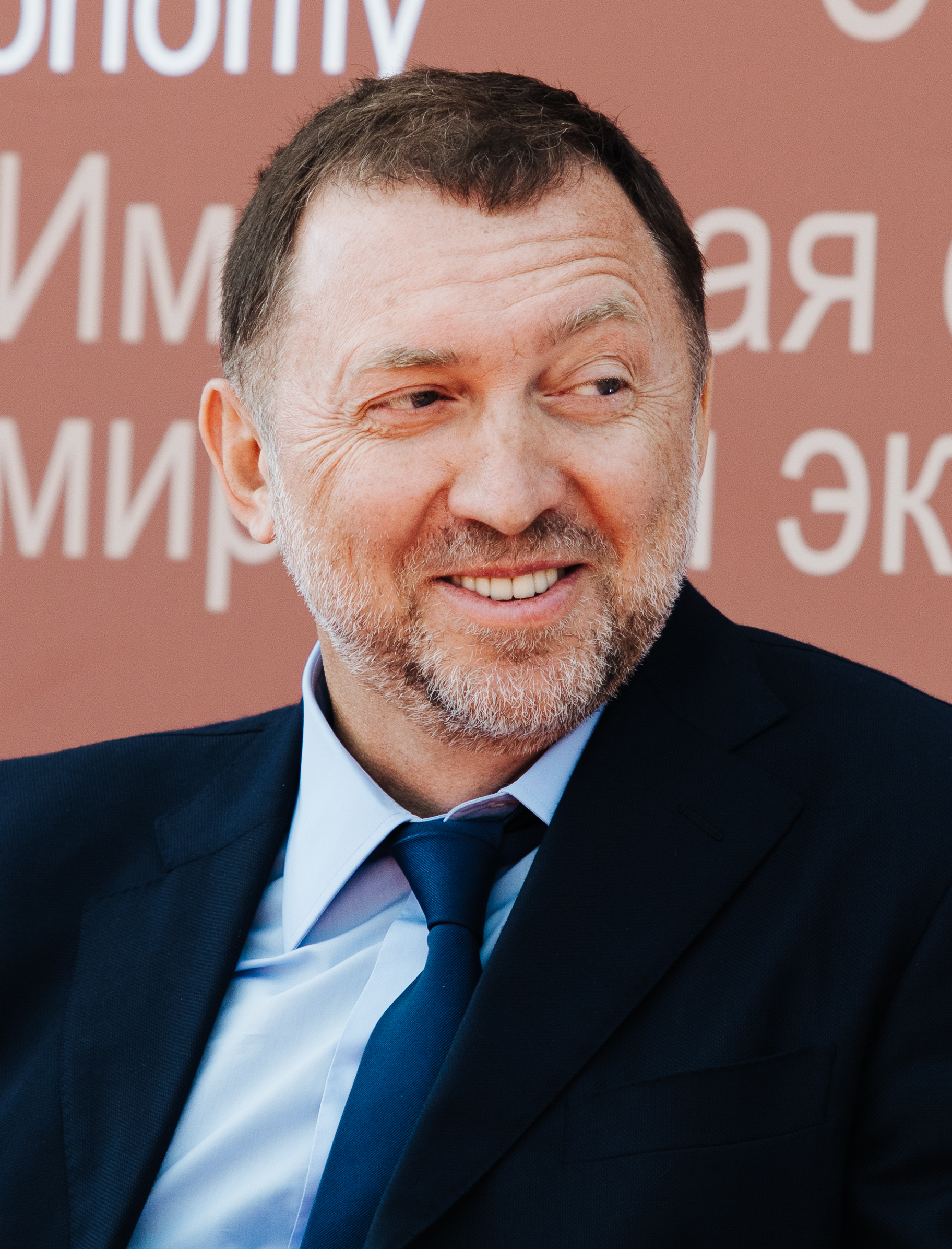
オレグ・デリパスカ

オレグ・ウラージミロヴィッチ・デリパスカ（ロシア語: Оле́г Влади́мирович Дерипа́ска、Oleg Vladimirovich Deripaska、1968年1月2日 -）は、ロシアの企業家。新興財閥ロシア・アルミニウム（ルサール）社長。

## 経歴
1968年1月2日ゴーリキー州（現在のニジニ・ノヴゴロド州）ジェルジンスクに生まれのユダヤ系ロシア人。1993年モスクワ大学物理学部を卒業する。アルミニウム関連の仲介会社を設立し、1994年自分の会社であるアリュミン・プロダクト社を通じて、サヤンスク・アルミニウム（サヤン・アルミニウム）の株式を買収し、同社の社長に就任する。
その後、原料から、最終加工までアルミニウム関連企業を傘下に収め、垂直的統合形態の企業を形成していった。1997年シベリア・アルミニウムを設立した。シブネフチと共同出資し、ロシア・アルミニウム（ルサール）を設立し社長に就任した。
ルサールは、ロシアのアルミニウム生産の約70パーセント、世界生産の約8分の1を占めるとされる。デリパスカは、ロマン・アブラモヴィッチとの協力関係を形成し、2001年ロンドンに設立されたミルハウス・キャピタルにルサール株50パーセントの信託管理を委ねた。
また同年12月、グループの統括のため、資産管理会社ベーシック・エレメント（バーザブイ・エレメント）社を設立。ルサールの他、大手保険会社インゴストラフなどを傘下に置く。
2004年10月には、アブラモヴィッチが所有していたルサール株を買収し100パーセント掌握することに成功した。また、ルサールは、アルミニウム生産に巨大な電力消費を必要とすることから、アナトリー・チュバイスの統一エネルギーシステム（UES）との関係も強く、UESの事業にも参画している。
デリパスカは、2008年6月の北海道・洞爺湖サミットに出席、他の世界企業の経営者と共に財界としての地球温暖化問題への解決策について議論し、福田康夫首相（当時）に提案書を提出した 。
2008年の世界長者番付では資産280億ドルで10位となっている。
プーチン政権下、有力な新興財閥として成長してきている。ところが、2008年10月の世界的な金融危機で160億ドルの損失を出し、傘下企業の一時操業停止や資産切り売りに追い込まれた。
2008年11月、デリパスカへの政治献金を持ちかけたとして、イギリスでは影の財務大臣・ジョージ・オズボーン（保守党）への批判的報道が続いている。
2009年、ルサールはロシア政府から4500億ドルの融資を受ける代わりに政府の人間を役員に入れることとなり、ルサールは政府のコントロール下に置かれるようになった。
2009年6月4日、世界的な金融危機による経済危機により、ロシア北部にある工業都市ピカリョボにある、デリパスカが所有するベーゼル・セメントを含む3つの工場が操業停止に追い込まれ、解雇された労働者が主要な高速道路を封鎖するなどの労働争議が発生したが、この時、会社に、ウラジーミル・プーチン首相が訪れ、「企業の社会的責任はどこへ行った」「野心や欲深さのために人々を犠牲にした」などとデリパスカらを厳しく叱責した。また、デリパスカはその場で、ウラジーミル・プーチン首相により、操業再開の合意文書に署名させられ、滞納賃金も全額支払うよう命じられた。
2018年、アメリカ合衆国はロシアによる「世界中での悪意ある活動」への対応としてデリパスカとルサールを制裁対象とした。デリパスカはルサールへの制裁を回避するため経営権を放棄したが、個人としては制裁を回避することができなかった。2022年1月、アメリカ連邦捜査局はデリパスカもしくは一族がニューヨークとワシントンD.C.に所有する邸宅を家宅捜索した。
2022年、欧州各国は2月に開始されたロシアのウクライナ侵攻に対する経済制裁の一つとして、オリガルヒ関係者の資産凍結を行い、デリパスカも制裁対象者に名を連ねることとなった。同年3月14日にはロンドンの邸宅にロシアに抗議する団体が乱入、占拠。200室以上ある大規模な邸宅をウクライナ避難民のために活用するべきだとアピールを行った。占拠者は当日中に警察当局により排除されたが、ロンドン市長は国は邸宅を押収するべきとの見解を述べた。デリパスカ自身は早い段階で侵略行為の早期終結を訴え、ルサールもまたブチャの虐殺を非難し徹底的な調査と実行犯の厳罰を求める姿勢をとっている。

## 私生活
2002年にワレンチン・ユマシェフの娘であるポリーナ・ユマシェバと結婚、2018年に離婚した。2001年生まれの息子と2003年生まれの娘がいる。